# Ommatotriton
Ommatotriton – rodzaj płazów ogoniastych z podrodziny Pleurodelinae w rodzinie salamandrowatych (Salamandridae).

## Zasięg występowania
Rodzaj obejmuje gatunki występujące w przybrzeżnej południowo-wschodniej Turcji, przez zachodnią i północną Syrię, przez Liban do Izraela i być może do północno-zachodniej Jordanii; w północnym Iraku; w północnej Anatolii do Kaukazu w północno-wschodniej Azji Mniejszej (północno-wschodnia Turcja) do Gruzji.

## Systematyka

### Etymologia
Ommatotriton: gr. ομμα omma, ομματος ommatos „oko”, również „oblicze, wygląd”; rodzaj Triton Laurenti, 1768.

### Podział systematyczny
Do rodzaju należą następujące gatunki:
- Ommatotriton nesterovi (Litvinchuk, Zuiderwijk, Borkin & Rosanov, 2005)
- Ommatotriton ophryticus (Berthold, 1846)
- Ommatotriton vittatus (Gray, 1835) – traszka wstęgowa[6]